# Эйнджел Сити
Футбольный клуб «Эйнджел Сити» (англ. Angel City Football Club) — женская команда по футболу, выступающая в Национальной женской футбольной лиге (NWSL). Основана в Лос-Анджелесе (Калифорния) в июле 2020 года. Владельцами являются Натали Портман, Америка Феррера, Мия Хэмм, София Буш, Эбби Уомбак и Ева Лонгория.
Домашние матчи команда проводит на стадионе «БМО», на котором также выступает мужская команда MLS «Лос-Анджелес».

## История
В апреле 2019 года актриса Натали Портман посетила матч Национальной женской футбольной лиги (NWSL). Тогда у неё возникла идея создать женскую футбольную команду в Лос-Анджелесе чтобы «изменить футбольную культуру». Она обсудила эту идею с подругами, в итоге в проект вошли более 100 человек, в том числе множество знаменитостей, причём две трети из совладельцев были женщинами.
21 июля 2020 года Национальная женская футбольная лига объявила о том, что с 2022 года в турнире появится клуб из Лос-Анджелеса. Владельцами команды в основном стали женщины (актриса Натали Портман, венчурный инвестор Кара Нортман, предприниматель Джули Урман), а также венчурный инвестор Алексис Оганян. Оганян также стал представителем клуба в совете директоров лиги. Другими основателями клуба стали профессиональная теннисистка Серена Уильямс, актрисы Узо Адуба, Джессика Честейн, Америка Феррера, Дженнифер Гарнер и Ева Лонгория, ютуберы Лилли Сингх и Кейси Найстет, а также экс-игроки женской сборной США по футболу Джули Фауди, Мия Хэмм, Рейчел ван Холлебек, Шэннон Бокс, Аманда Кромуэлл, Лорри Фэр, Ронни Фэр, Джой Фосетт, Энджела Хаклз, Шэннон Макмиллан, Тиша Вентурини, Саския Уэббер, Лорен Холидей и Эбби Уомбак.
21 октября 2020 года было утверждено официальное название команды — «Эйнджел Сити» (англ. Angel City F.C.). Тогда же были объявлены дополнительные владельцы: теннисистки Билли Джин Кинг и Илана Клосс, баскетболистка Кэндис Паркер, хоккеист НХЛ Пи-Кей Суббан, актриса София Буш, певица Бекки Джи, телеведущий Джеймс Корден, футболист Коби Джонс и футболист НФЛ Райан Кэлил.
10 августа 2022 года команда «Эйнджел Сити» провела свой первый международный матч, сыграв против женской команды мексиканского клуба «УАНЛ Тигрес», и одержала в нём победу со счётом 1:0.
В мае 2023 года на кабельном телеканале HBO вышел документальный мини-сериал «Эйнджел Сити», в котором рассказывается о первом сезоне команды Национальной женской футбольной лиге.
В июле 2024 года стало известно, что CEO компании The Walt Disney Company, Боб Айгер и его жена Уиллоу Бэй близки к приобретению франшизы «Эйнджел Сити» и собираются стать мажоритарными акционерами клуба, предложив 250 млн долларов. 17 июля «Эйнджел Сити» подтвердил сделку и сообщил, что Айгер и Бэй инвестируют в клуб 50 млн долларов и станут мажоритарными акционерами; также «Эйнджел Сити» стал самой дорогой женской спортивной командой в мире. При этом в совете директоров остались Натали Портман, Джули Урман, Алексис Оганян и Джиллиан Берри.

## Цвета и эмблема
Клубные цвета «Эйнджел Сити» — «асфальтовый» и «цвет брони», цвет дополнительных элементов — sol rosa (оттенок розового цвета).
30 июня 2021 года была презентована эмблема клуба, на которой изображён ангел с крыльями, форма которых является отсылкой к краснохвостому сарычу Южной Калифорнии, а также к местным пальмовым деревьям. Верхняя часть эмблемы содержит линию, наклонённую под углом 22 градуса, что является отсылкой в 2022 году вхождения клуба в лигу. Дизайн эмблемы выполнила Амедеа Тассинари.
В ноябре 2021 года была презентована основная форма команды преимущественно чёрного цвета.

### История футбольных форм
| Выездная форма 2022 · | Домашняя форма 2022—2023 | Выездная форма 2023 · |

## Спонсоры
Главным спонсором клуба с 2022 года является компания по доставке еды DoorDash, контракт с ней является крупнейшим в истории NWSL. Поставщиком футбольных форм и экипировки является компания Nike.

## Стадион
В ноябре 2020 года было объявлено, что команда будет проводить домашние матчи на стадионе «БМО», на котором также выступает мужская команда MLS «Лос-Анджелес».